# Gevgelija (nádraží)
Gevgelija (makedonsky Гевгелија) je pohraniční přechodová stanice v severomakedonském městě Gevgelija. Jde o nejjižnější stanici na trati Veles-Gevgelija a hlavní železniční hraniční přechod Severní Makedonie s Řeckem. Z řecké strany je nejbližším nádražím Idomeni na trati Idomeni-Soluň. Nádraží bylo zbudováno v roce 1873 jako součást mezinárodně budované Orientální dráhy, která spojovala Zemun (Rakousko-Uhersko) s Istanbulem (Osmanská říše). 
Po skončení První balkánské války v roce 1912 bylo na Balkáně provedeno nové stanovení hranic, a díky němu se nádraží v Gevgeliji stalo pohraničním. V letech 1918 až 1991 bylo součástí sítě Jugoslávských železnic a po roce 1991 připadlo v souvislosti s rozpadem země Severní Makedonii. V roce 2015 se stalo nádraží jedním z dějišť evropské migrační krize, neboť přes něj od srpna 2015 přecházely tisíce uprchlíků, převážně ze zemí Blízkého východu. V blízkosti nádraží z jižní strany vznikl improvizovaný uprchlický tábor a zasahovala severomakedonská policie i armáda.